# Turmhügelburg Schorndorf
Die Turmhügelburg Schorndorf, im Volksmund auch die Mélac-Reitbahn genannt, ist eine ehemalige Turmhügelburg (Motte) in der Großen Kreisstadt Schorndorf im baden-württembergischen Rems-Murr-Kreis. Über die weitgehend abgegangene Anlage ist heute so gut wie nichts mehr bekannt.

## Anlage
Die Reste der Burg befinden sich in einer flachen Senke etwa 1,4 Kilometer südwestlich des heutigen Stadtzentrums von Schorndorf (Flurname Im Hof). Die Turmhügelburg wurde auf einem künstlich aufgeschütteten Hügel errichtet, der einen Durchmesser von etwa 18 Metern aufwies. Die hölzerne Kernburg wurde von einem umlaufende Burggraben umgeben, der etwa 4,5 Meter breit war. Der Burggraben war von einem weiteren Ringwall umgeben, auf dem eine hölzerne Palisade gestanden haben könnte. Der Burggraben war mit Wasser gefüllt und wurde vom Dürrbach gespeist, der südlich und westlich den Burgstall umfließt. Heute wird das Grundstück landwirtschaftlich genutzt und der Hügel ist weitgehend eingeebnet.

## Geschichte

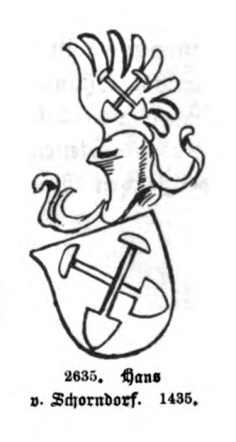
Wappen des Hans von Schorndorf

Über die Geschichte der Burg ist heute so gut wie nichts mehr bekannt. Als Erbauer der Burg kommt nur das Ortsadelsgeschlecht derer von Schorndorf in Betracht. Die Stadt wird in einer Urkunde des Klosters Lorch 1235 erstmals erwähnt. In dieser Urkunde wird ein Dietrich von Schorndorf (Dietericus de Shorendorf) als Zeuge eines Heinrich von Waldhausen aufgeführt. Außerdem erscheint dieser Dietrich von Schorndorf als Dieterico de Sordorf 1236 als Zeuge in einer Urkunde des Klosters Adelberg. Diesmal wird er als ministerialis imperii, also als ein Reichsdienstmann der Hohenstaufer bezeichnet. In den Folgejahren konnten die Württemberger den staufischen Einfluss im Remstal zurückdrängen. 1250 gelang es Graf Ulrich I. Schorndorf einzunehmen, wobei die genauen Umstände des Erwerbs unklar sind. 1291 wird ein Hof der Grafen von Württemberg in Schorndorf erwähnt (curiam nostram aput Schorndorf sitam), wobei dieser Hof zumeist an der Stelle des heutigen Burgschlosses vermutet wird. Das Geschlecht derer von Schorndorf wurde in der Folgezeit nicht mehr erwähnt, sodass man vermuten muss, dass es entweder erloschen oder umgezogen ist. Tatsächlich werden Angehörige einer Familie von Schorndorf später im oberschwäbischen Mengen erwähnt. Das Wappen des Hans von Schorndorf aus dem 15. Jahrhundert zeigt (wie auch das Wappen der Stadt Schorndorf) zwei gekreuzte Spaten. Die Turmhügelburg Schorndorf dürfte zu dieser Zeit schon längst an Bedeutung verloren und verfallen sein.
Archäologische Untersuchungen im Jahre 1968 brachten Ziegelbruch, Ton- und Glasscherben zum Vorschein, allerdings keine Mauerreste.

## Sage
Ältere Einwohner von Schorndorf kennen die Burg noch als Mélac-Reitbahn. Offenbar wurde der berüchtigte französische General Ezéchiel Comte de Mélac einst mit der Burg in Verbindung gebracht. Tatsächlich marschierte der Graf im Pfälzischen Erbfolgekrieg 1688 auf Schorndorf, um Kontributionen einzutreiben, doch konnte die Übergabe der Stadt durch die Schorndorfer Weiber verhindert werden. Allerdings dürfte die Burg zu dieser Zeit schon längst nicht mehr existiert haben. Auch die Schöntaler Burg in Backnang und ein Turm in Esslingen werden in Volkssagen mit Mélac in Verbindung gebracht, obwohl diese nachweislich nichts mit dem General zu tun hatten.